# اميرسالار سفلي (مقاطعة فيروزآباد)
اميرسالار سفلي (بالفارسية: امیرسالار سفلی) هي قرية تقع في قسم برزيتون الريفي (مقاطعة فيروزآباد) في إيران.